# Bada'un
Badāʾūn o Badāyūn è una suddivisione dell'India, classificata come municipal board, di 148.138 abitanti, capoluogo del distretto di Bada'un, nello stato federato dell'Uttar Pradesh. In base al numero di abitanti la città rientra nella classe I (da 100.000 persone in su).
Conquistata nel 1197-8 dal primo Sultano mamelucco di Delhi, Quṭb al-Dīn Aybak, la città perse importanza in epoca Mughal, quando l'Imperatore Shāh Jahān la fuse con Sambhal, assegnando al complesso il nome di Katehr, con sede amministrativa a Bareilly.

Il declino dei Mughal comportò la caduta della nuova città nelle mani dei Rohilla, ma dopo la loro sconfitta ad opera di ʿAlī Muḥammad Khān nella battaglia combattuta nel Doāb tra i fiumi Gange e Yamuna, essa entrò a far parte dei domini dei Nawāb di Awadh nel 1778, finendo da ultimo sotto il governo britannico nel 1801. 
Fu luogo di nascita dell'apprezzato storico ʿAbd al-Qādir Badāʾūnī, del dotto ʿAbd al-Ḥāmid Badāʾūnī e del noto sufi Niẓām al-Dīn Awliyāʾ.

## Geografia fisica
La città è situata a 28° 3' 0 N e 79° 7' 0 E e ha un'altitudine di 168 m s.l.m..

## Società

### Evoluzione demografica
Al censimento del 2001 la popolazione di Bada'un assommava a 148.138 persone, delle quali 78.294 maschi e 69.844 femmine. I bambini di età inferiore o uguale ai sei anni assommavano a 21.199, dei quali 11.444 maschi e 9.755 femmine. Infine, coloro che erano in grado di saper almeno leggere e scrivere erano 83.129, dei quali 46.590 maschi e 36.539 femmine.